# Udvari László (közgazdász, 1935–2017)
Udvari László (Budapest, 1935. szeptember 2. – Budapest, 2017. február 26.) magyar közgazdász, egyetemi docens, államtitkár, kormánybiztos. Közgazdász és rendszerszervező, aktív életpályája során nemzetgazdasági szintű gazdaságirányítási munkakörökben dolgozott, és mellette a Közgazdaságtudományi Egyetemen közel három évtizeden át tanított.

## Tanulmányai
- 1957 – Közgazdaságtudományi Egyetem (Budapest): pénzügyi közgazdász diploma.
- 1963 – Pénzügytudományi egyetemi doktor.
- 1976 – Közgazdaságtudományi Egyetem (Budapest): vállalati komplex szervezési és vezetési szakközgazdász.
- 1982 – Politikai Főiskola (Budapest): politikai tudományokból területfejlesztési diploma.

## Pályafutása
- Az 56-os forradalmi események következményeként nehezen lehetett elhelyezkedni mint frissen végzett egyetemista. Az első munkahelye 1957-től a MÁVAUT ipari üzemében irodista állás.
- 1957–1959, MÁVAUT: ipari üzemgyakornok, majd a ranglétrákat gyorsan megjárva főkönyvelő, köszönhetően egy olyan pénzügyi elszámolási rendszer létrehozásának, mely egyik pillanatról a másikra nyereségessé tette az üzem működését. Ennek hatásaként felkérték a szocialista országokban különböző előadások tartására, majd ennek alapján a Szovjetunióban egy mintaüzem létrehozására.
- 1957-től a Közlekedéstudományi Egyesület tagja, és 2003-tól kapta meg az Örökös tag kitüntető címet. 2004–2007 között a Közlekedéstudományi Szemle elnöke.
- 1959–1977, MÁVAUT-VOLÁN: gazdasági igazgató
- 1970–1977: az angyalföldi pártbizottság végrehajtó bizottságának tagja, majd elnöke, gazdasági munkakör
- 1977–1989, Országos Tervhivatal: a Főcsoport Főnökség főosztályvezetője (a közlekedési, hírközlési, vízgazdálkodási és környezetvédelmi, valamint az építőipari és építőanyag-ipari főosztályok vezetésével ezeknek a népgazdasági ágazatoknak nemzetgazdasági tervezésének irányítása)
- 1989–1990, Közlekedési Hírközlési és Építésügyi Minisztérium: államtitkár
- 1989–1991-ben a Bős–nagymarosi vízlépcső kormánybiztosa
- 1990–2001: a Kereskedelmi és Hitelbank (K&H) ügyvezető igazgatója (1990–1994 között főosztályvezetője), a projektfinanszírozási üzletág alapítója és irányítója
- 2002: pénzügyi tanácsadó (egyéni vállalkozásban)
- 2002–2004:[5] a Magyar Államvasutak Igazgatóságának elnöke és a MÁV (EU-csatlakozással összefüggő reform irányítását végző) miniszteri biztosa
- 2014–2016, Gyógyulj Velünk Egyesület: elnökségi tag[6]

## Díjai, elismerései
- 1982: érdemes és eredményes munkássága elismeréséért a Munka Érdemrend aranyfokozata
- 1996: a Közlekedési Hírközlési és Vízügyi Minisztérium kimagasló színvonalú elismeréseként Baross Gábor-díj
- 2005 Köztársasági Érdemrend Középkeresztje[7]

## Családja
Két feleségétől két gyermeke született: Hedvig (1963) és László (1976).